# Damiano Damiani
Damiano Damiani (23. července 1922 Pasiano di Pordenone – 7. března 2013 Řím) byl italský režisér, herec a scenárista.

## Život
Proslavil se psychologickou trilogií Il rosse (1960), Il sicario (1961) a L'isola di Arturo (1962) podle stejnojmenného románu Elsy Morante a poté snímkem Quién sabe? (1967) s Gianem Mariou Volonté v hlavní roli.
Spolu s Francescem Rosim a Eliem Petrim byl představitelem žánru politicko-občanské kritiky, včetně filmů l giorno della civetta (Den sovy) (1968) podle stejnojmenného románu Leonarda Sciascii, Confessione di un commissario di polizia al procuratore della repubblica (Zpověď policejního komisaře státnímu zástupci) (1971), snad jeho nejlepšího filmu, dále filmů L'istruttoria è chiusa: dimentichi (Vyšetřování skončilo, zapomeňte!) (1972), Perché si uccide un magistrato (1974), Io ho paura (1977), L'avvertimento (1980), Amityville Possession (1982), Pizza Connection (1985), L'inchiesta (1986), Il sole buio (1989), L'angelo con la pistola (1992). Mnoho jeho filmů se odehrává na Sicílii, zejména v Palermu.
Pro televizi režíroval mimo jiné televizní seriály La piovra (1984) a Il treno di Lenin (1990). V polovině 40. let 20. století měl Damiani zkušenosti také jako karikaturista, tvořil texty a kresby pro album Bogart il giustiziere číslo 29 ze série Uragano, které bylo znovu vydáno v roce 1968 v čísle 18 časopisu Sergente Kirk. Zemřel ve svém římském domě na ulici Via delle Terme Deciane 2 7. března 2013 ve věku 90 let na selhání dýchání. Pohřeb se konal 9. března v kostele Santa Prisca all'Aventino; je pohřben na hřbitově Flaminio v Římě.

## Filmografie

### Režisér

#### Kinofilmy
- Il rossetto (1960)
- Il sicario (1961)
- L'isola di Arturo (1962)
- La rimpatriata (1963)
- La noia (1963)
- La strega in amore (1966)
- Quién sabe? (1966)
- Il giorno della civetta (1968)
- Una ragazza piuttosto complicata (1969)
- La moglie più bella (1970)
- Confessione di un commissario di polizia al procuratore della repubblica (1971)
- L'istruttoria è chiusa: dimentichi (1971)
- Girolimoni, il mostro di Roma (1972)
- Il sorriso del grande tentatore (1974)
- Un genio, due compari, un pollo (1975)
- Perché si uccide un magistrato (1975)
- Io ho paura (1977)
- Goodbye & Amen (1977)
- Un uomo in ginocchio (1979)
- L'avvertimento (1980)
- Amityville Possession (1982)
- Pizza Connection (1985)
- L'inchiesta (1986)
- Gioco al massacro (1989)
- Il sole buio (1990)
- L'angelo con la pistola (1992)
- Alex l'ariete (2000)
- Assassini dei giorni di festa (2002)

#### Televize
- Parole e sangue – film TV (1982)
- La piovra – miniserie TV (1984)
- Il treno di Lenin – televizní drama (1988)
- Un uomo di rispetto – film TV (1992)
- Una bambina di troppo – film TV (1995)
- Ama il tuo nemico – miniserie TV (1999)
- Ama il tuo nemico 2 – miniserie TV (2001)

#### Dokumenty
- La banda d'Affori (1947)
- Le giostre (1954)
- Bambini doppiatori (1957)

### Scenárista
- Uomini senza domani, režie: Gianni Vernuccio (1948)
- La Venere di Cheronea, režie: Viktor Turžanskij a Giorgio Venturini (1957)
- Il sepolcro dei re, režie: Fernando Cerchio (1960)
- I cosacchi, režie: Giorgio Rivalta a Viktor Turžanskij (1960)

### Herec
- L'istruttoria è chiusa: dimentichi, režie: Damiano Damiani (1971) - neuvedeno v titulcích
- Il delitto Matteotti, režie: Florestano Vancini (1973)
- Perché si uccide un magistrato, režie: Damiano Damiani (1974) - neuvedeno v titulcích
- Io ho paura, režie: Damiano Damiani (1977)
- Pizza Connection, režie: Damiano Damiani (1984)
- Onorevoli Detenuti, režie: Giancarlo Planta (1998)

### Scénograf
- Uomini senza domani, režie: Gianni Vernuccio (1948)